# Janina Minge
Janina Minge, född den 11 juni 1999 i Lindau, är en tysk fotbollsspelare.

## Karriär
Janina Minge inledde sin seniorkarriär i SC Freiburg där hon spelade till 2024 innan hon kontrakterades av VfL Wolfsburg. Hon har även representerat det tyska damlandslaget där hon debuterade år 2023. Hon ingick i det tyska lag som vid olympiska sommarspelen 2024 i Paris tog brons efter att ha vunnit bronsmatchen mot Spanien.